# Comuna Albina, Cimișlia
Comuna Albina este o comună din raionul Cimișlia, Republica Moldova. Este formată din satele Albina (sat-reședință), Fetița și Mereni.

## Geografie
Distanța directă pîna în or. Cimișlia este de 24 km. Distanța directă pîna în or. Chișinău este de 39 km.

## Demografie
La recensământul din 2004 populația la nivelul comunei Albina constituia 2.131 de oameni, dintre care 50.31% - bărbați și 49.69% - femei. Compoziția etnică a populației comunei: 69.59% - moldoveni, 27.97% - ucraineni, 0.94% - ruși, 0.19% - găgăuzi, 0.94% - bulgari, 0.38% - alte etnii. În comuna Albina au fost înregistrate 656 de gospodării casnice în anul 2004, iar mărimea medie a unei gospodării era de 3,3 persoane.
Structură etnică
     moldoveni (72,71%)
     ucraineni (23,13%)
     ruși (1,35%)
     alte etnii / nedeclarată (2,81%)
Conform datelor recensământului din 2014, populația localității este de 1.781 locuitori, dintre care 880 (49,41%) bărbați și 901 (50,59%) femei. Structura etnică a populației în cadrul localității arată astfel:
- moldoveni — 1.295;
- ucraineni — 412;
- ruși — 24;
- altele / nedeclarată — 50.

## Administrație și politică
Primarul este Cristian Ciobîrcă din partea Partidului Dezvoltării și Consolidării Moldovei, ales în noiembrie 2023.
Componența Consiliului local Albina (11 consilieri), ales la 5 noiembrie 2023, este următoarea:
|  | Partid                                        | Consilieri | Componență | Componență | Componență | Componență | Componență |
|  | --------------------------------------------- | ---------- | ---------- | ---------- | ---------- | ---------- | ---------- |
|  | Partidul Dezvoltării și Consolidării Moldovei | 5          |            |            |            |            |            |
|  | Partidul Social Democrat European             | 4          |            |            |            |            |            |
|  | Partidul Acțiune și Solidaritate              | 2          |            |            |            |            |            |